# 阿公店水庫太陽光電場
阿公店水庫太陽光電場位於高雄市燕巢區小崗山阿公店水庫，屬於水面浮力式的太陽光電場，經濟部水利署南區水資源局為配合蔡英文政府推動之2025年非核家園政策，針對所轄壩堰庫容區架設浮力式太陽能發電系統之規劃。阿公店水庫由於庫容區位處平原，呈淺碟形，水位變化不大，又設有兩座排洪設備，排放功能不易受影響，因此首座浮力式太陽能發電系統便選定阿公店水庫施作。
該浮力式太陽能發電計畫共分為兩期程推動，第一期計畫先於庫容區左側架設裝置容量達2.3MW的浮力式太陽能板，預計庫容區佔有面積為約5公頃，2016年8月19日第一期架設工程完成招標，由辰亞能源公司得標。2017年2月開始動工興建，施工項目包含變壓站、地下管路及與台灣電力公司並聯之輸電線路。2017年6月第一期浮力式太陽能發電系統完工啟用，為臺灣首座架設在水庫庫容區上的太陽能發電系統。第二期計畫容量增加為7.7MW，於2019年3設置，總計容量為10MW。